# Sumación de Euler
En las matemáticas de series convergentes y divergentes, la sumación de Euler es un método de sumabilidad. Es decir, se trata de un método para asignar un valor a una serie, diferente del método convencional de tomar límites de sumas parciales. Dada una serie Σan, si la transformada de Euler converge a una suma, entonces esa suma se llama la suma Euler de la serie original. 
Además de ser utilizado para definir valores para las series divergentes, la sumación de Euler puede ser utilizado para acelerar la convergencia de la serie.  La sumación de Euler se puede generalizar en una familia de métodos denotado (E, q), donde q ≥ 0. La (E, 0) es la suma (convergente) usual, mientras que (E, 1) es la suma ordinaria Euler. Todos estos métodos son estrictamente más débiles que la sumación de Borel; para q > 0 que son incomparables con la sumación de Abel.  

## Definición
La sumación de Euler se utiliza sobre todo para acelerar la convergencia de la serie alterna y permite evaluar sumas divergentes.
{\displaystyle _{E_{y}}\,\sum _{j=0}^{\infty }a_{j}:=\sum _{i=0}^{\infty }{\frac {1}{(1+y)^{i+1}}}\sum _{j=0}^{i}{i \choose j}y^{j+1}a_{j}.}
Para justificar el enfoque de la suma intercambiada, la sumación de Euler reduce a la serie inicial, porque 
{\displaystyle y^{j+1}\sum _{i=j}^{\infty }{i \choose j}{\frac {1}{(1+y)^{i+1}}}=1.}
Este método en sí no se puede mejorar mediante la aplicación iterativa, como  
{\displaystyle _{E_{y_{1}}}{}_{E_{y_{2}}}\sum =\,_{E_{\frac {y_{1}y_{2}}{1+y_{1}+y_{2}}}}\sum .}

## Ejemplos
- Tenemos {\displaystyle \sum _{j=0}^{\infty }x^{j}P_{k}(j)=\sum _{i=0}^{k}{\frac {x^{i}}{(1-x)^{i+1}}}\sum _{j=0}^{i}{i \choose j}(-1)^{i-j}P_{k}(j)}, si {\displaystyle P_{k}} es un polinomio de grado k. Tenga en cuenta que en este caso la sumación de Euler reduce una serie infinita a una suma finita.

- La elección particular {\displaystyle P_{k}(j):=(j+1)^{k}} proporciona una representación explícita de los números de Bernoulli, ya que {\displaystyle \zeta (-k)=-{\frac {B_{k+1}}{k+1}}}. De hecho, la aplicación de la sumación de Euler a los rendimientos de la función zeta{\displaystyle {\frac {1}{1-2^{k+1}}}\sum _{i=0}^{k}{\frac {1}{2^{i+1}}}\sum _{j=0}^{i}{i \choose j}(-1)^{j}(j+1)^{k}}, que es polinómico para {\displaystyle k} > un entero positivo; cf. función zeta de Riemann.

- {\displaystyle \sum _{j=0}^{\infty }z^{j}=\sum _{i=0}^{\infty }{\frac {1}{(1+y)^{i+1}}}\sum _{j=0}^{i}{i \choose j}y^{j+1}z^{j}={\frac {y}{1+y}}\sum _{i=0}\left({\frac {1+yz}{1+y}}\right)^{i}}. Con una elección apropiada de {\displaystyle y} esta serie converge a {\displaystyle {\frac {1}{1-z}}}.